# Roslyn
.NET Compiler Platform (кодовое название Roslyn) — платформа с открытым исходным кодом, содержащая компиляторы и средства для статического анализа кода, написанного на языках C# и Visual Basic (VB.NET) от Microsoft.
Платформа включает в себя самодостаточные версии компиляторов C# и VB.NET — компиляторов, написанных на этих же языках. Взаимодействие с компиляторами может осуществляться через традиционные инструменты командной строки, а также через API из кода .NET. Roslyn предоставляет модули для синтаксического и лексического анализа кода, семантического анализа и динамической компиляции в CIL.

## История
В 2010 году инженер Microsoft Эрик Липперт опубликовал объявление о наборе разработчиков для участия в новом проекте под кодовым названием Roslyn. В октябре 2011 года Microsoft выпустила предварительный выпуск Roslyn, поставляемый в виде расширения для IDE Visual Studio 2010.
В апреле 2014 года в Сан-Франциско состоялась конференция Build, на которой Microsoft объявила о переводе проекта Roslyn на open source и выпустила версию для Visual Studio 2013. Тогда же компания Xamarin заявила об интеграции инструментов платформы в свою IDE Xamarin Studio.
В 2015 году исходный код проекта был перемещён на GitHub.

## Архитектура
Roslyn предоставляет разработчикам API нескольких слоёв:
1. API компилятора — содержит объектные модели, соответствующие синтаксическим и семантическим сведениям на каждом этапе компиляции.
2. API диагностики — предоставляет возможности для выполнения набора различных диагностик, позволяя задействовать пользовательские анализаторы в процессе компиляции.
3. API скриптов — используется для выполнения скриптов, а также для работы с контекстом выполнения.
4. API рабочих областей — предоставляет доступ к объектным моделям слоя компилятора.

Инструменты исходного кода, созданные на основе Roslyn, могут поставляться как в виде расширения Visual Studio, так и в виде самостоятельного приложения.